# Jacobo Árbenz Guzmán
Jacobo Árbenz Guzmán, född 14 september 1913 i Quetzaltenango, död 27 januari 1971 i Mexico City, var en guatemalansk politiker och officer. Han var Guatemalas president 1951–1954.

## Uppväxt
Jacobo Árbenz föddes år 1913 i Quetzaltenango. Han var son till en tysk-schweizisk apotekare som emigrerat till Guatemala år 1901. Árbenz familj var relativt välbeställd och hans barndom präglades av goda ekonomiska förhållanden. Fadern blev sedermera narkotikaberoende och negligerade familjen och affärerna. Företaget blev bankrutt och familjen flyttade ut till landet där en förmögen vän hade avsatt ägor för deras uppehälle. Istället för att studera till ekonom eller ingenjör, som ursprungligen var drömmen, tvingades Árbenz söka stipendium genom armén och 1932 kom han in som kadett. Två år senare begick fadern självmord.

## Utbildning och tidig politisk karriär
1935 tog Árbenz examen på militärakademin med lovord och tjänstgjorde ett par år därefter i huvudstaden, bland annat med att eskortera tvångsarbetare, inklusive politiska dissidenter, vilket han ogillade. 1937 gavs han chans att föreläsa på akademin, året därpå gifte han sig med dottern till en salvadoransk storgodsägare. Det var genom sin hustru María Vilanova som han kom i kontakt med marxistisk litteratur då hon hade ett exemplar av Kommunistiska manifestet i sin ägo. Mot slutet av 1940-talet hade Árbenz fördjupat sig i marxism och visade ökat intresse för social reformpolitik.
Árbenz blev försvarsminister i mars år 1945 under den folkvalde presidenten Juan José Arévalo, vars koalition mellan reformistiskt progressiva och vänsterradikala hade vunnit det första valet efter att Jorge Ubicos militärdiktatur hade fallit.
20 februari 1950 avgick han för att ställa upp i presidentvalet i november samma år, det andra demokratiska valet i landets historia, där han vann med 65 % av rösterna.

## Presidentskap
Árbenz satsade på jordreformer då 2 % av Guatemalas befolkning ägde omkring 70 % av all mark. Detta gjorde honom inte bara ovän med landets storgodsägare, utan även med USA vars storföretag hade åtnjutit privilegierad status under tidigare guatemalanska presidenter. Han lät även driva igenom omfattande sociala reformer och fattigdomsbekämpning, och stämplades av sina motståndare därför som kommunist. Han störtades i juni år 1954 i en CIA-dirigerad statskupp genomförd av guatemalanska exilstyrkor, och ersattes av en militärjunta ledd av den USA-trogne översten Carlos Castillo Armas.

## Senare liv
Den 27 januari 1971 påträffades Árbenz död i sitt badrum vid sin bostad i Mexico City, dit han hade färdats från sin exil på Kuba för att begrava sin dotter. Omständigheterna kring hans död är fortfarande oklara.
Jacobo Árbenz framhävs i dag som en föregångare bland demokratiskt folkvalda politiker för sociala reformer i Latinamerika, och nämns ibland tillsammans med Salvador Allende i Chile.